# Nils van der Poel
Nils Göran van der Poel (ur. 25 kwietnia 1996 w Trollhättan) – szwedzki łyżwiarz szybki, mistrz olimpijski i trzykrotny medalista mistrzostw świata.

## Kariera
W 2014 roku zdobył złoty medal na 5000 m podczas mistrzostw świata juniorów w Bjugn. Na rozgrywanych rok później mistrzostwach świata juniorów w Warszawie powtórzył ten wynik. Pierwszy raz na podium zawodów Pucharu Świata stanął 31 stycznia 2021 roku w Heerenveen, kończąc rywalizację w biegu na 5000 m na drugiej pozycji. Rozdzielił tam Patricka Roesta z Holandii i Rosjanina Siergieja Trofimowa.
Na dystansowych mistrzostwach świata w Heerenveen w 2021 roku zdobył złote medale na dystansach 5000 m i 10 000 m. Brał udział w igrzyskach olimpijskich w Pjongczangu w 2018 roku, gdzie zajął 14. miejsce w biegu na 5000 m. W 2022 roku ponownie wystąpił na igrzyskach, zdobywając złoty medal na 5000 m.